# Kraftwerk Taichung
Das Kraftwerk Taichung (chinesisch 台中發電廠, Pinyin Táizhōng Fādiànchǎng) ist ein Kohlekraftwerk, das sich im Bezirk Longjing in der Stadt Taichung an der Westküste in der Mitte Taiwans befindet.
Mit einer Leistung von 5.500 MW war es im Jahr 2017 das weltweit leistungsstärkste Kohlekraftwerk und auch das mit dem höchsten Kohlendioxid-Ausstoß. 
Betreiber ist die staatliche Taiwan Power Company (‚Taipower‘), die neben dem Kraftwerk Taichung vier weitere Kohlekraftwerke besitzt.

## Technische Daten
Das Kraftwerk besteht aus 10 Kohlekraftwerkseinheiten. Angeschlossen sind außerdem 4 Gasturbinen-Kraftwerkseinheiten.
Die ersten vier Kohlekraftwerksblöcke zu je 550 MW Leistung wurden 1991 und 1992 errichtet. In den Jahren 1996 und 1997 erfolgte die Erweiterung um vier weitere Blöcke mit einer Leistung von 2.200 MW. 2005 und 2006 wurden Blöcke 9 und 10 ergänzt (1.100 MW).
Die fünf Schlote des Kraftwerks sind 250 Meter hoch und wurden in den letzten Jahren künstlerisch bemalt.
Das Kraftwerk emittiert jährlich über 40 Millionen Tonnen CO2. Dies entspricht etwa den CO2-Emissionen der Schweiz.
Im Jahr 2016 lieferte das Kraftwerk etwa 19 % der gesamten in Taiwan verbrauchten elektrischen Energie.
| Kraftwerksblock | Kommerzielle Inbetriebnahme | Leistung (MW) | Energieträger     |
| --------------- | --------------------------- | ------------- | ----------------- |
| Block 1         | 27. Mai 1991                | 550           | Kohle             |
| Block 2         | 25. Aug. 1991               | 550           | Kohle             |
| Block 3         | 26. Juni 1992               | 550           | Kohle             |
| Block 4         | 4. Okt. 1992                | 550           | Kohle             |
| Block 5         | 29. März 1996               | 550           | Kohle             |
| Block 6         | 4. Mai 1996                 | 550           | Kohle             |
| Block 7         | 17. Okt. 1996               | 550           | Kohle             |
| Block 8         | 27. Juni 1997               | 550           | Kohle             |
| Block 9         | 1. Aug. 2005                | 550           | Kohle             |
| Block 10        | 30. Juni 2006               | 550           | Kohle             |
| Gasturbine 1    | 29. Mai 1990                | 070           | Leichtes Dieselöl |
| Gasturbine 2    | 30. Mai 1990                | 070           | Leichtes Dieselöl |
| Gasturbine 3    | 26. Juni 1990               | 070           | Leichtes Dieselöl |
| Gasturbine 4    | 19. Juni 1990               | 070           | Leichtes Dieselöl |

## Kritik
Ein anhaltender Kritikpunkt sind neben dem hohen CO2-Ausstoß Schadstoffe, die die Luftqualität in West-Taiwan verschlechtern. Am 29. November 2017 ordnete die Stadtregierung von Taichung in Reaktion auf gemessene hohe Luftverschmutzungswerte an, dass das Kraftwerk ab dem Jahr 2018 seinen Kohleverbrauch um 24 % reduzieren müsse (von etwa 21 Millionen Tonnen auf etwa 16 Millionen Tonnen jährlich). Die Verordnung kam auch im Rahmen eines Programmes der Regierung zur Reduktion des Kohleverbrauchs um 30 % bis zum Jahr 2025. Die Betreibergesellschaft kündigte in Reaktion darauf verringerte Stromlieferungen und Kostensteigerungen aufgrund des Umstiegs auf Erdgas als Energieträger an.